# Glâmbocata, Argeș
Glâmbocata este un sat în comuna Leordeni din județul Argeș, Muntenia, România.

## Personalități
- Nicolae Rotaru, scriitor, desemnat Cetățean de Onoare[1].